# John Dalton
John Dalton [džôn dálton], angleški kemik in fizik, * 6. september 1766, Eaglesfield pri Cockermouthu, grofija Cumberland, Anglija, † 27. julij 1844, Manchester. 
Dalton je bi znan kot zagovornik atomistične teorije, da so vse snovi v naravi sestavljene iz atomov. Bil je barvno slep. Leta 1794 je objavil prvi znanstveni članek o tej človeški nezmožnosti, ki se danes imenuje tudi po njem – daltonizem.